# Mituike Teiti
Mituike Teiti (von japanisch 三つ池低地 ‚Drei-Tümpel-Tal‘) ist ein Tal am westlichen Ende der Nisi-Teøya in der zu den Flatvær gehörenden Inselgruppe Teøyane vor der Prinz-Harald-Küste des ostantarktischen Königin-Maud-Lands.
Japanische Kartographen kartierten es anhand von Vermessungen und Luftaufnahmen aus den Jahren zwischen 1957 und 1962. Sie benannten es 1994 nach den drei Tümpeln, die in diesem Tal liegen.